# Cladura nigricauda
Cladura nigricauda är en tvåvingeart som beskrevs av Alexander 1954. Cladura nigricauda ingår i släktet Cladura och familjen småharkrankar. Inga underarter finns listade i Catalogue of Life.